# Cuộc viếng thăm Ad Limina
Trong Giáo hội Công giáo Rôma, viếng thăm Ad Limina (Latinh: quinquennial visit ad limina apostolorum) là nghĩa vụ của các giám mục giáo phận và các chức vụ tương đương như viện phụ để đến viếng mộ Thánh Phêrô và Phaolô, sau đó gặp giáo hoàng để báo cáo về tình hình của giáo phận hoặc lãnh thổ của họ. Năm 1585, Giáo hoàng Xíttô V đã ban hành tông hiến Romanus Pontifex quy định chi tiết về cuộc viếng thăm Ad Limina. Ngày 31 tháng 12 năm 1909, Giáo hoàng Piô X đưa ra quy định thêm rằng một giám mục cần phải báo cáo cho Giáo hoàng tình hình giáo phận của mình mỗi 5 năm một lần, bắt đầu áp dụng vào năm 1911.